# Cartas de último recurso

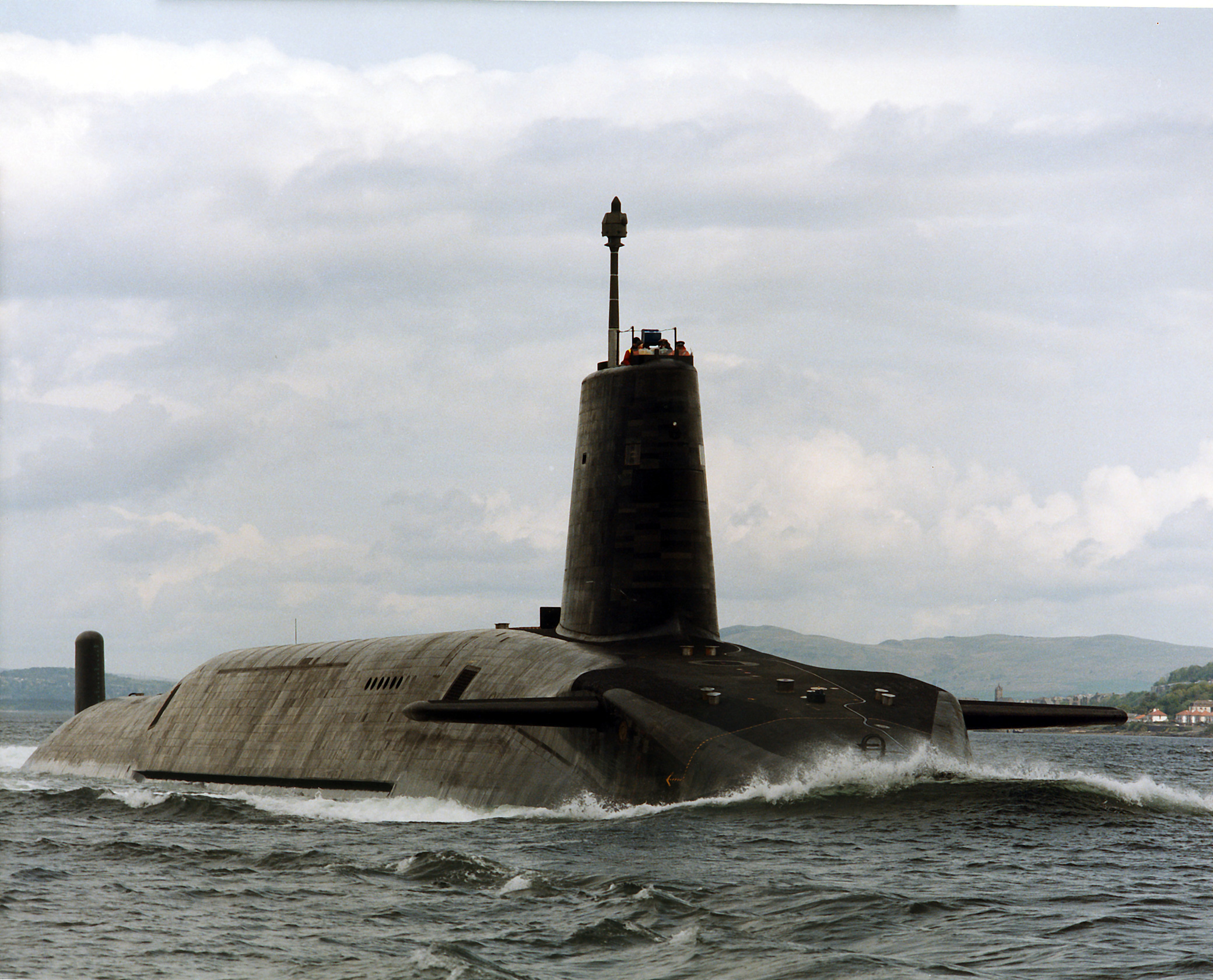
El submarino nuclear de clase Vanguard HMS Vigilant (S30), puede transportar hasta 16 misiles balísticos de clase Trident II con un alcance de 11 000 km, cada uno de los cuales puede transportar hasta 12 múltiples ojivas nucleares capaces de destruir una gran ciudad.

Las cartas de último recurso (en inglés: letters of last resort) son los manuscritos que, al asumir el cargo, el nuevo primer ministro del Reino Unido escribe a los capitanes de submarinos nucleares de la Marina Real británica equipados con armas nucleares (actualmente son cartas a los capitanes de cuatro submarinos nucleares clase Vanguard). Cada carta contiene instrucciones sobre las acciones que el capitán de un submarino nuclear debe tomar en caso de que el gobierno del Reino Unido sea destruido como resultado de un ataque nuclear, y el primer ministro y su designado «segundo al mando», a quien el primer ministro haya nombrado como su sucesor en caso de su fallecimiento. La identidad del «segundo al mando» siempre se mantiene en secreto, pero generalmente se selecciona a un miembro de alto rango del gabinete de ministros, al vice primer ministro o al Primer Secretario de Estado para este cargo.
La carta se guarda en una caja fuerte en cada uno de los submarinos nucleares: en particular, a bordo del submarino HMS Vigilant (S30), está escondida en una caja fuerte doble en el puesto de mando principal.Se abre inmediatamente, no sólo en caso de fallecimiento del primer ministro y del «segundo al mando», sino también si resulta imposible establecer contacto con alguno de ellos. Por regla general, sólo el primer ministro (o el «segundo al mando» designada por él) puede dar la orden de utilizar las armas nucleares, y sólo él es el único que conoce el contenido de la carta. En caso de que se abra la carta y se sigan las instrucciones especificadas en ella, esta decisión sobre el uso o no uso de armas nucleares se convertirá automáticamente en la última que tome el inexistente gobierno del Reino Unido. En caso de que el primer ministro abandone su cargo, las cartas son inmediatamente destruidas y ni siquiera se abren.

## Proceso
Todas las cartas se redactan inmediatamente después de que el nuevo primer ministro asume sus funciones. Antes de eso, el Jefe del Estado Mayor de la Defensa británica explica al primer ministro exactamente cuánto daño puede causar un misil balístico Trident. Las cartas redactadas se envían a los submarinos, y las cartas del antiguo primer ministro se destruyen de inmediato, incluso sin haber sido abiertas previamente. Uno de los que ayudó a al menos dos primeros ministros a redactar tales cartas fue el ex secretario del Gabinete de Ministros Robin Butler, quien en una entrevista de la BBC en 2010 afirmó que solo el autor directo de la carta sabe qué instrucciones específicas se incluyen en ella.
En caso de un ataque nuclear al país y la muerte del primer ministro y su designado «segundo al mando», el comandante de cualquier submarino nuclear en servicio de patrulla debe realizar una serie de comprobaciones y llevar a cabo un conjunto de medidas antes de determinar si es necesario abrir las «cartas de último recurso». Según el libro de Peter Hennessy The Secret State: Whitehall and the Cold War, 1945-1970, el comandante del submarino debe determinar si el gobierno británico seguía funcionando mediante una serie de acciones: en particular, asegurarse de que la estación de radio BBC Radio 4 continuase transmitiendo.
En 1983, durante el desarrollo del Polaris (programa nuclear del Reino Unido), a los capitanes se les ordenaba abrir las cartas en caso de un evidente ataque nuclear o si toda radiotransmisión de la Marina se interrumpía durante más de 4 horas. Según una entrevista con el comandante Richard Lindsey en 2008, quien era el comandante del submarino HMS Vigilant (S30), en caso de una situación adecuada, se le requería abrir la caja fuerte, sacar la carta y «sin hacer preguntas», cumplir todas las instrucciones contenidas en ella.

## Opciones de acción
El contenido exacto de la carta siempre se mantiene en secreto y solo es conocido por el autor de la carta. Hasta la fecha, no ha habido ningún caso en el que se haya tenido que abrir la caja fuerte con la carta. Sin embargo, en diciembre de 2008, en el programa The Human Button de la BBC Radio 4, se mencionó que el primer ministro siempre elige una de las cuatro opciones de acción que el capitán debe llevar a cabo:
- asegúrarse de llevar a cabo un contraataque con el uso de armas nucleares;
- bajo ninguna circunstancia se debe lanzar un ataque nuclear de represalia;
- actuar según su propia discreción;
- en cuanto sea posible, dirigirse a las aguas territoriales de otro país y transferir el barco bajo el mando de la armada de este país (generalmente se refiere a Australia o Estados Unidos).

En 2016, el periódico The Guardian informó que existían las siguientes opciones: «Si es posible, ponerse bajo el mando de Estados Unidos», «Dirigirse a Australia», «Realizar un contraataque» y «Actuar a discreción».
Peter Hennessy escribió que el informe del Jefe del Estado Mayor de Defensa sobre el daño que podrían causar los misiles y sobre qué tipo de carta debía redactarse sorprendía a cada primer ministro, haciéndoles conscientes de la tremenda responsabilidad que llevaban consigo. Según una entrevista de 2008 con el exjefe de Estado Mayor de la Defensa, Charles Guthrie, Tony Blair estaba «extremadamente callado» mientras se disponía a preparar la carta,y algunos testigos afirmaron que Blair incluso palideció en ese momento. John Major, al prepararse para redactar la carta, canceló un viaje planeado a la residencia de Chequers y regresó a su casa en Huntingdon: más tarde, describió este proceso como «una de las cosas más difíciles que jamás tuvo que hacer».
En muy raras ocasiones, los primeros ministros se han aventurado a revelar el contenido de las cartas. A menudo escribían largas cartas sobre asuntos militares, el destino de la nación en caso de un conflicto armado y el aspecto ético del uso de armas nucleares. Entre los políticos británicos había opositores al uso de armas nucleares, que consideraban inaceptable lanzar un contraataque que resultaría en la muerte de millones de civiles de ambos lados del conflicto: el ministro de Defensa entre 1964 y 1970, Denis Healey, dijo que nunca habría dado tal paso si hubiera sido Primer Ministro. El líder de la oposición, Jeremy Corbyn, también hizo declaraciones públicas afirmando que en ningún caso daría la orden de utilizar armas nucleares. Entre los partidarios del uso de armas nucleares, se conoce a James Callaghan, quien fue primer ministro entre 1976 y 1979: en una entrevista con la BBC en 1988, dijo que si hubiera llegado ese momento, habría dado la orden de lanzar los misiles balísticos. Al mismo tiempo, añadió que nunca podría perdonarse a sí mismo por esta decisión.

## En la cultura popular
- En 2012, David Greig escribió una obra de teatro llamada The Letter of Last Resort, que se centra en las consecuencias y paradojas de las cartas mencionadas.[18] La primera representación de la obra tuvo lugar en febrero de ese año como parte de la serie teatral The Bomb en el teatro Kiln, dirigida por Nicolas Kent, con Belinda Lang en el papel del primer ministro y Simon Chandler como el consejero.[19] La obra también se representó ese mismo año en el teatro Traverse de Edimburgo y en el Edinburgh Fringe.[20] El 1 de junio de 2013, se emitió una adaptación radiofónica en BBC Radio 4 con los mismos actores.[21]
- En la serie de televisión de 2014 The Game, se mencionan intentos de la inteligencia soviética por descubrir el contenido de las cartas.[22]